# Sensurround
Le terme Sensurround est une marque déposée désignant un type d'effets spéciaux sonores exploité dans les salles de cinéma durant les années 1970 et 1980 mettant en oauvre des amplificateurs de puissance et des caissons de basse dotés de haut-parleurs de type boomers ou subwoofers.
Cet ensemble consiste à combiner des ondes sonores de très basse fréquences soit des signaux audio généré entre 17 et 120 Hz, par l'intermédiaire de puissants amplificateurs audio d'au moins un millier de watts RMS, connectés à une série d'enceintes géantes. Généralement ces enceintes sont placées sous l'écran devant les premiers rangs des spectateurs et éventuellement, à l'arrière de la salle. Ainsi, le Sensurround intervient pour renforcer les effets relatifs aux vibrations perçues lors des séismes, aux explosions ou à certains bruits mécaniques et vibratoires.
Principalement utilisé lors de la sortie de plusieurs productions à grand spectacle, ce système d'effets spéciaux n'a été exploité que quelques années au cinéma ainsi que dans des parcs d'attraction. À ne pas confondre avec les effets sonores surround.

## Historique
La première exploitation du Sensurround — développé par la société américaine Cerwin-Vega en partenariat avec Universal Studios, MCA et RCA — date de 1974, avec le film Tremblement de terre. Suivront La Bataille de Midway (1976), Le Toboggan de la mort (1977), et en 1978 la version cinéma de Galactica, la bataille de l'espace, un échec commercial qui marquera la dernière exploitation de ce procédé. 
Le dispositif a été commercialisé en location aux États-Unis pour un tarif de 500 dollars par mois en 1974. Mais compte tenu du volume des équipements, de la relative complexité de leur installation (pouvant contraindre à retirer certains sièges de la salle), des réglages subtils et du faible nombre de films pouvant le justifier, il n'a pas reçu l'accueil espéré par les exploitants de salles de cinéma.
Par ailleurs, le procédé posa problème dans des cinémas multiplexes où les très basses fréquences étaient perçues dans les salles voisines. Les exploitants étaient contraints de diminuer le volume du Sensurround, qui par là même perdait de son intérêt.